# Moulins-sous-Fléron
Moulins-sous-Fléron est un village de la commune belge de Beyne-Heusay, située en Wallonie dans la province de Liège.

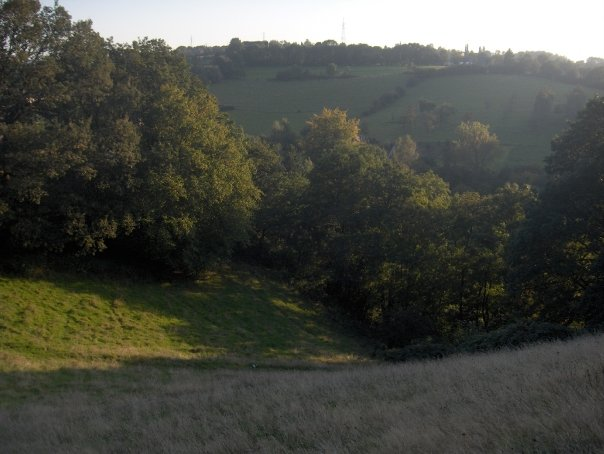
Vue sur la vallée de Moulins-sous-Fléron.

Localisation dans la province de Liège.

## Historique
Le hameau de Moulins-sous-Fléron tient son nom des différents moulins à eau qui composaient sa vallée. Celui-ci était situé en aval de Fléron et c’est d’ailleurs par cette vallée que les colons de la grande Villa de Jupille ont investi les verts coteaux pour créer le village de Fléron,.

Le village comptait plusieurs moulins (notamment pour la fabrique de clous du village adjacent Bellaire) mais également une briqueterie (à partir de 1890) qui fut reprise par la famille Vandersanden en 1926 et ce jusqu’en 1964. Les briques de façade des logements sociaux de la Maison Liégeoise furent fournies par cette même briqueterie.
On retrouve déjà des traces des roues à aubes du village dans des documents de l'an 1000 et 1600.
Durant la Seconde Guerre mondiale, la briqueterie servit de cantonnement de repos; une relève entre cette garnison et le fort de Fléron était organisée périodiquement.

## Rattachement des communes
Historiquement, le village faisait auparavant partie de la commune de Fléron mais depuis la fusion des communes en 1977, Moulins-sous-Fléron a été rattaché, pour sa plus grande partie, à la Commune de Beyne-Heusay afin de permettre la liaison entre la commune mère et les anciennes communes de Bellaire et de Queue-du-Bois.

## Catastrophe
Le 3 février 1961 eut lieu la catastrophe dite du « crassier de Moulins-sous-Fléron » ou « de Jupille ». Ces 2 nominations étant exactes car le départ de cette catastrophe eut lieu à Moulins-sous-Fléron pour se terminer dans la commune de Jupille (quartier de Moulins). Les coulées de boue issues du terril à la suite des abondantes précipitations ont fait 11 victimes. Une plaque commémorative se trouve au carrefour des Piétresses, dans la continuité de la rue des Moulins.

## Villages limitrophes
Moulins-sous-Fléron est bordé par Jupille-sur-Meuse, Bellaire, Queue-du-Bois, Fléron et Beyne-Heusay.

## Rue principale et rivière
La rue principale est la rue des Moulins qui est bordée par une rivière, le Ri du Moulin (en wallon, le Ri dès molés) qui alimentait autrefois les moulins. Cette rivière est canalisée dans le sous-sol au sortir du village à partir de Jupille.

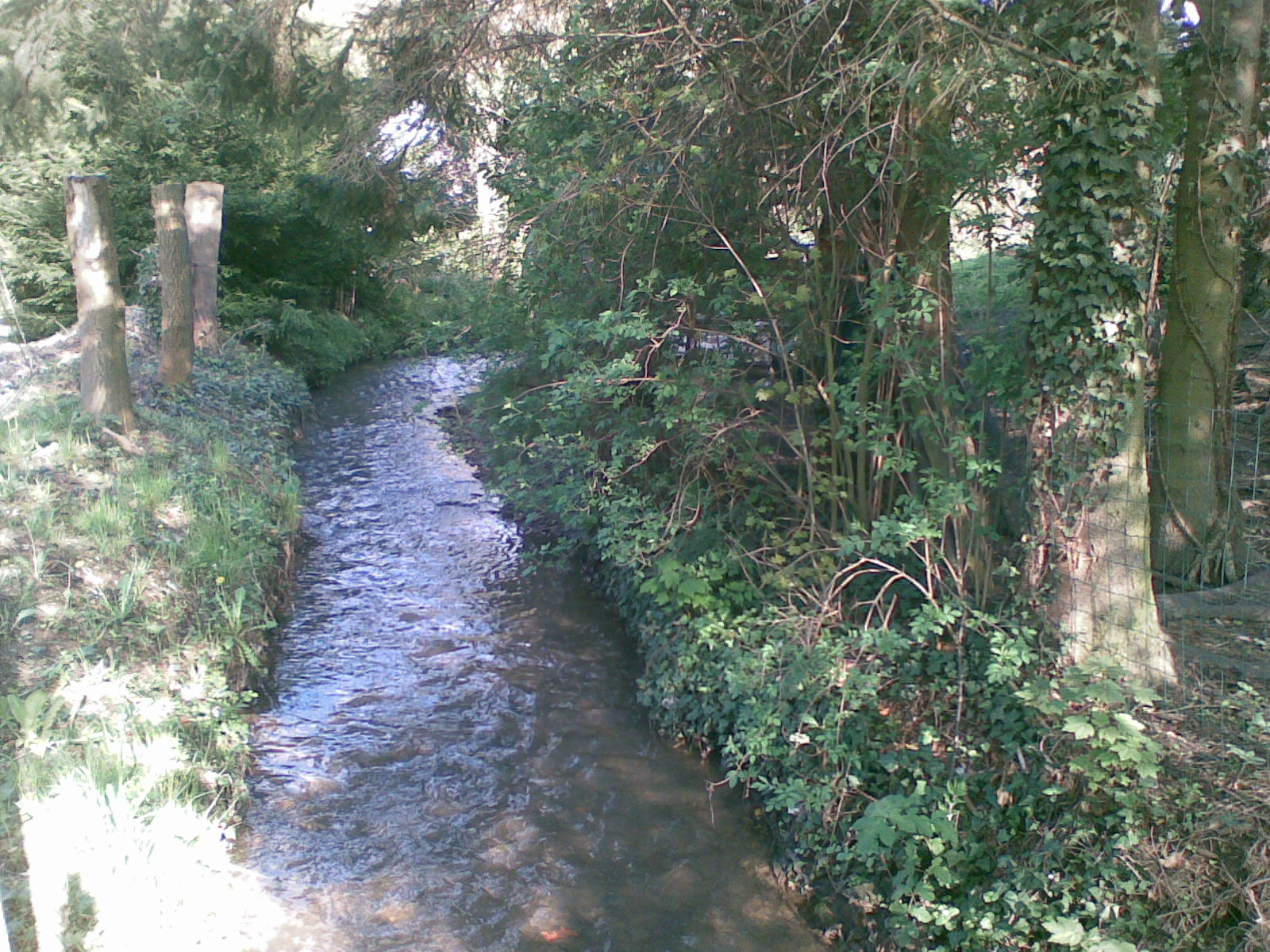
Ri du Moulin.